# Konstantyn Dominik
Konstantyn Dominik (Gnieżdżewo, 7 novembre 1870 – Danzica, 7 marzo 1942) è stato un vescovo cattolico polacco.

## Biografia
Monsignor Konstantyn Dominik nacque il 7 novembre 1870 a Gnieżdżewo, in Casciubia, nella casa più antica del paese, risalente alla metà del XVIII secolo, in una famiglia di contadini. Venne battezzato nel santuario di Maria Regina del Mare a Swarzewo. Era il secondo dei tre figli di Michał, amministratore locale del villaggio, e Anna Derc. La madre morì quando Konstantyn aveva due anni. Il padre si risposò con la sorella della prima moglie, Marcianna Augustyna Derc. Da questa unione nacquero altri nove figli.

### Formazione e ministero sacerdotale
Dopo aver finito la scuola elementare, suo zio materno, padre Jakub Derc, vedendo in lui un eccezionale senso della giustizia e una predisposizione a dedicarsi agli altri, gli pagò gli studi presso il famoso Collegium Marianum, il ginnasio vescovile di Pelplin dal 1883. Proseguì gli studi presso il liceo classico statale di Chełmno dove nel 1893 superò l'esame finale. Ai tempi del liceo apparteneva alla società segreta Filaret, di cui era uno dei membri più attivi. Ovunque si distingueva per modestia e per i risultati accademici eccezionali. Nel 1893 entrò in seminario.
Il 25 marzo 1897 fu ordinato presbitero per la diocesi di Chełmno. Tre giorni dopo celebrò la prima messa nella chiesa parrocchiale di Swarzewo. Fino al 17 novembre 1898 fu vicario parrocchiale della parrocchia di Sant'Ignazio a Stare Szkoty. Da qui fu chiamato a Chełmno dove fu cappellano del convento e dell'ospedale delle Suore della Misericordia. A Chełmno fu anche prefetto del nuovo Collegium Albertinum. Da lì, nel 1911, tornò a Pelplin, dove il vescovo Augustyn Rosentreter gli affidò la carica di vice rettore e poi, dal 1920 al settembre del 1939, di rettore del seminario locale. Oltre che vice rettore fu anche docente di liturgia, omiletica e teologia pastorale. Insegnò segretamente letteratura polacca e storia polacca. All'epoca infatti, la diocesi faceva parte dell'Impero tedesco. I suoi allievi lo consideravano un amico e protettore. Difese i chierici dalle autorità prussiane nel processo di Toruń. Essi erano accusati di aver celebrato l'anniversario della battaglia di Vienna, della Costituzione del 3 maggio 1791 e delle rivolte nazionali.
Fu anche consigliere della curia episcopale e giudice pro-sinodale. Apparteneva a molte organizzazioni e associazioni laiche e religiose polacche, come la Società di assistenza scientifica, la Lega polacca contro l'alcolismo e il Sodalizio mariano.

### Ministero episcopale

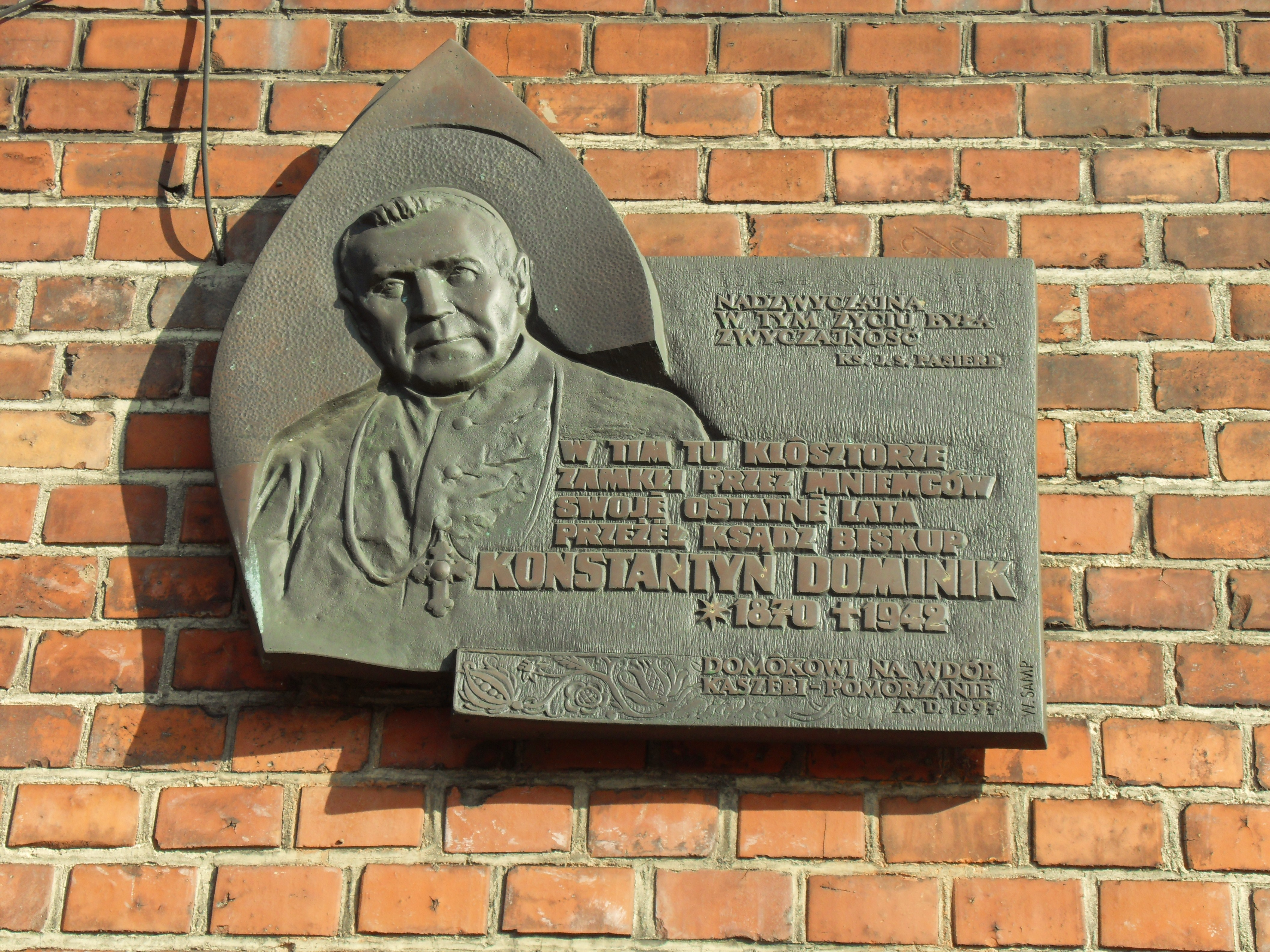
Targa commemorativa del vescovo Konstantyn Dominik nel convento delle suore elisabettiane di Danzica.

Il 20 gennaio 1928 papa Pio XI lo nominò vescovo ausiliare di Chełmno e titolare di Atribi. Ricevette l'ordinazione episcopale il 25 marzo successivo dal vescovo di Chełmno Stanisław Wojciech Okoniewski, coconsacranti il vescovo di Włocławek Władysław Krynicki e il vescovo ausiliare di Poznań Karol Mieczysław Radoński. Fu il primo vescovo casciubo Dal giugno del 1928 fu presidente del capitolo della cattedrale, direttore dell'Associazione delle associazioni di beneficenza fino al 1930, primo impiegato della curia, direttore delle opere missionarie diocesane, censore dei libri religiosi e vicario generale.
Da settembre a dicembre del 1939 governò la diocesi in quanto monsignor Stanisław Wojciech Okoniewski non poteva tornare in patria a causa dello scoppio della seconda guerra mondiale e dell'invasione tedesca della Polonia. Il 31 gennaio 1840 venne arrestato dai tedeschi che volevano eliminare la classe dirigente polacca. A causa di una grave malattia, l'anemia perniciosa, fu ricoverato in ospedale e poi nel convento delle suore elisabettiane di Danzica. I suoi contatti con il mondo esterno erano controllati dalla Gestapo che cercò di costringere il vescovo ad accettare di far parte della terza categoria di nazionalità tedesca. Al vescovo Dominik fu proibito di lasciare la città e spesso fu sottoposto a molte ore di interrogatorio. L'ultimo ebbe luogo nel febbraio del 1942. Il 4 marzo si ammalò gravemente e fu portato all'ospedale della Beata Vergine Maria. Morì il 7 marzo dopo un intervento chirurgico. Secondo la sua volontà, fu sepolto nel cimitero di Sant'Ignazio a Danzica. Dopo la guerra, il 4 marzo 1949, i suoi resti furono riesumati e portati a Pelplin, dove il 7 marzo furono deposti accanto ai sacerdoti assassinati nel conflitto.
Gli è intitolata una strada del quartiere Orunia Górna a Danzica e la casa parrocchiale della parrocchia di Sant'Ignazio a Danzica.

## Processo di beatificazione
Nel 1965 venne avviato il processo canonico diocesano per la sua beatificazione. Nel 1979 fu emanato un decreto che gli assegnò il titolo di Servo di Dio.

## Genealogia episcopale
La genealogia episcopale è:
- Cardinale Scipione Rebiba
- Cardinale Giulio Antonio Santori
- Cardinale Girolamo Bernerio, O.P.
- Vescovo Claudio Rangoni
- Arcivescovo Wawrzyniec Gembicki
- Arcivescovo Jan Wężyk
- Vescovo Piotr Gembicki
- Vescovo Jan Gembicki
- Vescovo Bonawentura Madaliński
- Vescovo Jan Małachowski
- Arcivescovo Stanisław Szembek
- Vescovo Felicjan Konstanty Szaniawski
- Vescovo Andrzej Stanisław Załuski
- Arcivescovo Adam Ignacy Komorowski
- Arcivescovo Władysław Aleksander Łubieński
- Vescovo Andrzej Stanisław Młodziejowski
- Arcivescovo Kasper Kazimierz Cieciszowski
- Vescovo Franciszek Borgiasz Mackiewicz
- Vescovo Michał Piwnicki
- Arcivescovo Ignacy Ludwik Pawłowski
- Arcivescovo Kazimierz Roch Dmochowski
- Arcivescovo Wacław Żyliński
- Vescovo Aleksander Kazimierz Bereśniewicz
- Arcivescovo Szymon Marcin Kozłowski
- Vescovo Mečislovas Leonardas Paliulionis
- Arcivescovo Bolesław Hieronim Kłopotowski
- Arcivescovo Jerzy Józef Elizeusz Szembek
- Arcivescovo Apolinary Wnukowski
- Arcivescovo Antoni Julian Nowowiejski
- Vescovo Stanisław Wojciech Okoniewski
- Vescovo Konstantyn Dominik